# Янушковиці (Нижньосілезьке воєводство)
Янушко́виці (пол. Januszkowice) — село в Польщі, у гміні Длуґоленка Вроцлавського повіту Нижньосілезького воєводства.
Населення — 530 осіб (2011).
У 1975-1998 роках село належало до Вроцлавського воєводства.

## Демографія
Демографічна структура станом на 31 березня 2011 року:
|          | Загалом | Допрацездатний вік | Працездатний вік | Постпрацездатний вік |
| -------- | ------- | ------------------ | ---------------- | -------------------- |
| Чоловіки | 289     | 59                 | 208              | 22                   |
| Жінки    | 241     | 47                 | 155              | 39                   |
| Разом    | 530     | 106                | 363              | 61                   |